# Les Loges, Haute-Marne
Les Loges är en kommun i departementet Haute-Marne i regionen Grand Est (tidigare regionen Champagne-Ardenne) i nordöstra Frankrike. Kommunen ligger i kantonen Fayl-Billot som tillhör arrondissementet Langres. År 2022 hade Les Loges 123 invånare.

## Befolkningsutveckling
Antalet invånare i kommunen Les Loges
| Referens: INSEE |